# Battaglia di piazza Muranowski

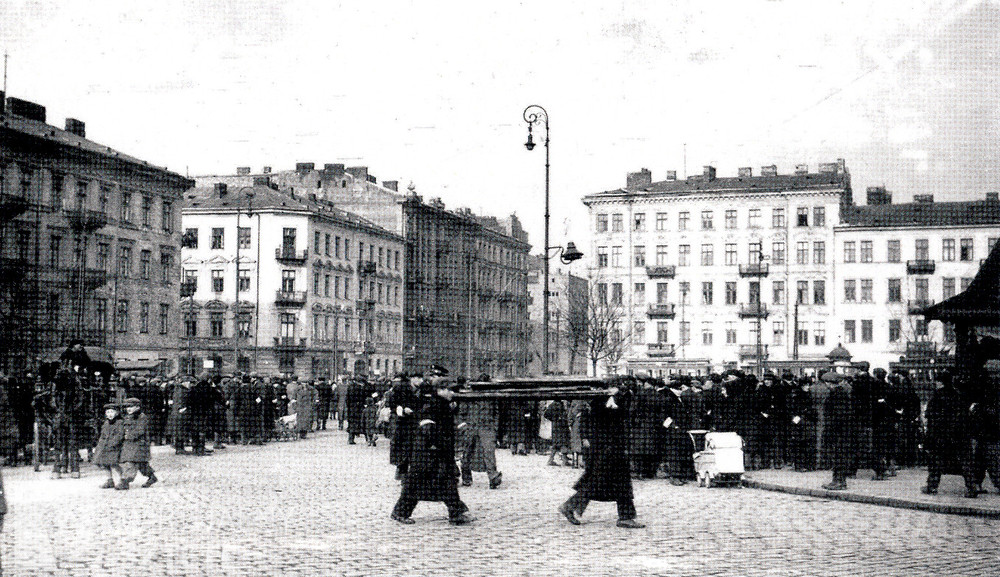
Piazza Muranowski, 1941

La battaglia di piazza Muranowski (in polacco: Bitwa na placu Muranowskim) fu uno scontro tra le truppe del Żydowski Związek Wojskowy (ŻZW) e i reparti della Germania nazista che ebbe luogo durante la Rivolta del ghetto di Varsavia, tra il 19 e il 22 aprile 1943. Gli scontri fra le forze tedesche, guidate da Jürgen Stroop, che avevano lo scopo di occupare e distruggere il ghetto, e i reparti degli insorti ebraici del ŻZW sotto il comando di Paweł Frankel, si svolsero in piazza Muranowski, la quale ora non esiste più. 
.Secondo le relazioni di due soldati della Kadra Bezpieczeństwa ("Quadri di Sicurezza"), Władysław Zajdler e Henryk Iwański, gli scontri ripresero tra il 27 e il 28 aprile 1943, con la partecipazione del reparto polacco della Kadra Bezpieczeństwa.

## Storia

### Genesi

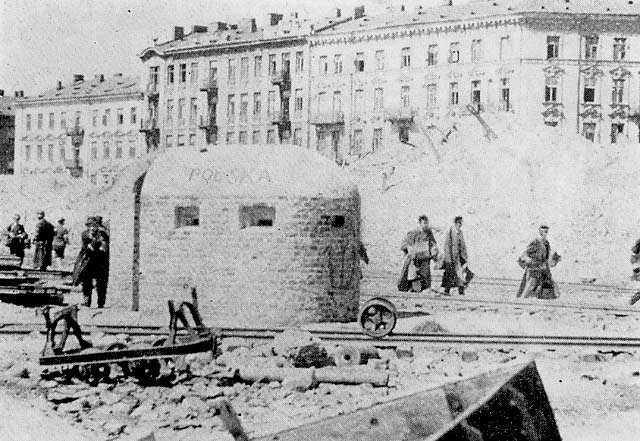
Case in via Muranowska 6-10 durante la Rivolta di Varsavia nel 1944.

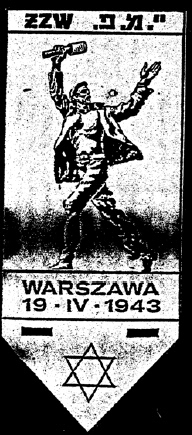
Gagliardetto del Żydowski Związek Wojskowy.

L'occupazione e distruzione del ghetto di Varsavia, durante la quale circa 300 000 persone furono portate al campo di sterminio di Treblinka, fu compiuta dai nazisti nell'estate del 1942.
Un gruppo di giovani attivisti ebrei creò due organizzazioni militari per combattere i nazisti: la Żydowska Organizacja Bojowa (ŻOB), legata all'Unione Generale dei Lavoratori Ebrei ("Bund"), di sinistra, e il Żydowski Związek Wojskowy (ŻZW), legato ai sionisti e revisionisti della destra ebraica. Le due organizzazioni, dato che erano politicamente diverse, non si accordarono riguardo all'unificazione delle forze (la ŻOB, essendo in maggioranza, propose ai revisionisti di unirsi non come un'organizzazione, bensì individualmente). Conformemente alla relazione di Marek Edelman, alcuni giorni prima dello scoppio della rivolta le due truppe militari ebraiche si incontrarono. Oltre a Edelman rappresentavano la ŻOB Mordechaj Anielewicz e Icchak Cukierman. Secondo Edelman i militanti del ŻZW tentarono di forzare i membri della ŻOB ad aderire alla loro organizzazione, minacciandoli con le armi. Scoppiò una rissa e una sparatoria, ma nessuno rimase ferito. I militanti non si misero d'accordo su una fusione, ma cominciarono a collaborare dividendo le zone di attività per la difesa del ghetto in caso di un attacco dei tedeschi.
Il ŻZW era attivo nei dintorni di piazza Muranowski, che si trovava nel quartiere Muranów di Varsavia, fra via Muranowska, dove al civico 7 era collocato il quartiere generale del ŻZW e via Nalewki, entrambe oggi non più esistenti; il luogo corrisponde all'incrocio di via Stawki e via Józefa Lewartowskiego di oggi. I reparti di questa organizzazione si divisero in tre gruppi: due di essi difendevano i cosiddetti ''capannoni'' (in polacco: szopy) ovvero le fabbriche fuori le mura del ghetto nelle quali lavoravano alcuni abitanti del ghetto stesso, mentre il terzo gruppo, molto più grande, venne posizionato proprio in piazza Muranowski dove sei reparti di 20 soldati ciascuno occuparono le case in via Muranowska: 1, 3, 5, 7–9 e 40. Le posizioni del ŻZW si incontravano con quelle della ŻOB, la quale presidiava le case nelle vie Zamenhofa, Miła, Gęsia e Nalewki. Le truppe del ŻZW in piazza Muranowski disponevano di un arsenale ben attrezzato per condizioni difficili, situato in una casa abbandonata in via Muranowska 7.
Le preparazioni del ŻZW alla rivolta sono descritte nel diario di Emanuel Ringelblum, storico e testimone oculare ebreo, che visitando il quartiere fu impressionato dagli armamenti radunati. Vide armi di vari tipi e fu poi presente quando militanti ebrei ne comprarono un'altra partita.

### Battaglia in piazza Muranowski
Le lotte in piazza cominciarono subito dopo lo scoppio della rivolta, il 19 aprile 1943, e durarono per almeno tre giorni. Dal resoconto di Dawid Wdowiński, soldato e comandante del ŻZW, sulla casa in via Muranowska 7-9, quartiere generale del ŻZW, venne appesa una bandiera ebraica di colore bianco-azzurro, che restò lì per 5 giorni dopo l’inizio della rivolta. Secondo altre relazioni, in quel luogo sventolavano invece due bandiere: una bandiera ebraica bianco-azzurra e una bandiera polacca bianco-rossa; queste relazioni vennero confermate dallo storico Emanuel Ringelmblum, Władysław Bartoszewski e Alicja Kaczyńska che registrò una tale informazione nelle sue memorie. Due bandiere sono menzionate anche nel rapporto di Jürgen Stroop e nel libro Rozmowy z katem ("Conversazioni con il boia") di Kazimierz Moczarski – compagno di cella di Stroop del dopoguerra, che nel suo libro annotò le conversazioni con il generale tedesco.
Il primo scontro ebbe luogo la mattina del 19 aprile quando le truppe tedesche si avvicinarono dalla parte di via Nalewki. Gli insorti ebrei aprirono il fuoco con le loro mitragliatrici costringendo i tedeschi alla ritirata il pomeriggio stesso. Anche durante le lotte del 19 aprile, i due comandanti del ŻZW – Paweł Frenkel e Leon Rodal – si avvicinarono travestiti da ufficiali delle SS al reparto di soldati ucraini raggruppati vicino alla piazza; li attaccarono di sorpresa e riuscirono a rompere l’accerchiamento dei gruppi di militanti ebrei che così poterono riunirsi con il resto degli insorti.
Secondo Kazimierz Iranek-Osmecki, futuro capo del wywiad Komendy Głównej AK ("spionaggio del Comando Generale dell’Esercito Nazionale"), i tedeschi, dopo aver conquistato un centro di resistenza della ŻOB in via Gęsia, attaccarono verso le 16 in piazza Muranowski le posizioni del ŻZW guidate da Paweł Frenkel.
La notte tra il 19 e il 20 aprile il comando generale del ŻZW tenne un consiglio durante il quale prese la decisione di dividere la riserva degli armamenti tra tutti gli insorti affinché essa non capitasse fra le mani dei tedeschi nell’eventualità che questi prendessero l’arsenale. Gli scontri durarono per i giorni seguenti per poi, dopo che al comando dell’esercito tedesco arrivò Jürgen Stroop, intensificarsi poiché i tedeschi adottarono la tattica di distruggere case incendiandole e bombardandole con i cannoni. Gli insorti, usando passaggi segreti tra le case, continuarono ad attaccare i nazisti di sorpresa, ma perdevano contatto tra di loro e potevano comunicare solo di notte. Il quarto giorno della battaglia, con la divisione di Muranów si unì un gruppo del "capannone di spazzolai" (in polacco: szop szczotkarzy) del ŻZW in via Świętojerska, che in seguito affrontò un’unità corazzata tedesca. Secondo Wdowieński, il quinto giorno sull’edificio del comando in piazza Muranowski sventola la bandiera ebrea e i militanti si difendevano sparando dalle finestre.
Il 21 aprile si lottava nelle vie Franciszkańska e Miła. Sappiamo inoltre che una parte delle truppe si ritirò dietro le mura del ghetto provando a uscire da Varsavia, attraversando il bosco vicino a Otwock, con l’aiuto dell’organizzazione polacca Miecz i Pług ("Spada e Aratro"). Furono però traditi dalla Miecz i Pług (organizzazione infiltrata da agenti della Gestapo) e uccisi dai tedeschi sulla strada per Otwock. Un'altra parte delle truppe rimase invece nel ghetto combattendoci ancora fino al 2 maggio 1943, quando uscirono dalle mura in via Grzybowska circondati dal nemico.

### Relazione di Władysław Zajdler
Conformemente alla relazione di Władysław Zajdler detto "Żarski", il 27 aprile 1943, alla battaglia in piazza Muranowski partecipò anche un reparto "W" di 18 militanti, appartenente al Korpus Bezpieczeństwa ("Corpo di Sicurezza" – organizzazione autonoma legata all'AK) e guidato da Henryk Iwański detto "Bystry" del KB. Il KB includeva inoltre una squadra sotto il comando di Własysław Zajdler "Żarski" e una sezione di Lejewski detto "Garbarz". Secondo Zajdler il 27 aprile i polacchi, tramite un sottopassaggio, raggiunsero i militanti e gli consegnarono armi, munizioni e cibo. I polacchi dovettero però sostituire gli insorti ebrei del reparto del ŻZW comandato da Dawid Apfelbaum, completamente esausti, nella posizione chiave tra le macerie presso le, non più esistenti, piazza Muranowski e via Nalewki (adesso via Bohaterów Ghetta, cioè "Di Eroi del Ghetto"), respingendo gli attacchi di unità corazzate tedesche e lettoni. Come racconta "Żarski":
"Il 26 aprile 1943 abbiamo ottenuto da parte del portaordini del ŻZW il comunicato che il capo del settore Dawid Moryc Apfelbaum era ferito e domandava dell’arma e munizione come aiuto. I reparti ebraici hanno recuperato un accesso a un fosso che andava sotto la strada e arrivava fino alla cantina di una casa fuori dalle mura del ghetto, in piazza Muranowski 7… Il Comando Generale del KB ha ordinato di organizzare un passaggio del nostro gruppo di battaglia al ghetto. Il gruppo aveva compito di entrare nella lotta, respingere i nazisti dai dintorni del fosso e aiutare donne e bambini feriti a spostarsi sul terreno "ariano".  (...) In due carri armati la fanteria delle SS ha iniziato il suo attacco. Sui nazisti sono piovute granate e pallottole dei polacchi ed ebrei che combattevano mano nella mano. L’attacco è stato respinto e militanti hanno preso gli armamenti conquistati".
Si sostiene che nelle dure battaglie difensive morirono tre subordinati di Iwański, suo fratello e i suoi due figli nonché dieci ebrei, Dawid Apfelbaum incluso. Venne ferito lo stesso Iwański e poi, con altri 30 feriti, trasportato di ritorno tramite il sottopassaggio dai suoi soldati sopravvissuti. Secondo alcuni studi "con il ŻZW quel giorno combatteva il reparto del Korpus Bezpieczeństwa ["Corpo di Sicurezza"] sotto il comando del capitano Iwański (...) che subisce alcune perdite (tra l’altro è morto il figlio di Iwański)". Henryk Iwański relazionò inoltre che prima dell’azione aveva consegnato con il KB le armi per il ŻZW: "Abbiamo fornito (...) dal 1940 al 1943 armamenti, munizione e granate (...) Nel marzo e nell’aprile del 1943 prima dello scoppio della rivolta abbiamo fornito al ghetto una gran quantità di mitragliatrici e arme da fuoco, munizione e un paio di scattole delle granate filipinki [granate a mano dell'AK] (...) Durante la rivolta del ghetto di Varsavia la nostra gente, soprattutto vigili del fuoco – membri dell’OW-KB [Organizacja Wojskowa Korpusu Bezpieczeństwa – “Organizzazione Militare del Corpo di Sicurezza”], hanno provvisto una ventina di volte della munizione ai militanti ebrei". Le relazioni di Iwański furono confermate anche dal portaordini fra il ŻZW e l'OW-KB Tadeusz Bednarczyk detto "Bendarz" il quale avrebbe consegnato la munizione agli ebrei di persona.

### Controversie
Gli storici non sono d'accordo riguardo alla partecipazione dei polacchi del Korpus Bezpieczeństwa agli scontri del 27 aprile 1943 in piazza Muranowski. Alcuni contestano la verità del resoconto di Władysław Zajdler "Żarski": secondo Barbara Engelking e Jacek Leociak questa relazione non viene confermata da nessun'altra fonte, inoltre è saputo che le truppe del ŻZW abbandonarono il ghetto prima del 27 aprile. Ammesso che la relazione sia vera, gli storici ritengono che Zajdler sbagli la data oppure il luogo degli scontri.

Dariusz Libionka e Laurence Weinbaum pensano che la relazione sulla partecipazione alle battaglie di Iwański, come quella di Zajdler, sia stata falsificata per ottenere privilegi per ex-combattenti polacchi. Argomentano la loro opinione con il fatto che la relazione della battaglia di Zajdler apparve solo nel 1962, mentre Iwański, nell'ampio resoconto precedente del 1948, non aveva accennato né alla lotta del 27 aprile, né alla morte dei membri della propria famiglia, neanche al combattimento insieme a Zajdler. Libionka e Weinbaum, invocando altre inesattezze (p.es. la data dell’istituzione del Korpus Bezpieczeństwa  – non prima dell’autunno del 1943), credono che le relazioni della battaglia di Iwański e Zajdler insieme con il ŻZW non siano verosimili. Gli autori suddetti contestano poi l’appeso di due bandiere (una ebraica e una polacca) sulla casa del ghetto. A loro parere questo sembra una bella leggenda, purtroppo mai dimostrata in documenti storici affidabili. Oltre a ciò, mettono in dubbio l’esistenza di Dawid Apfelbaum.

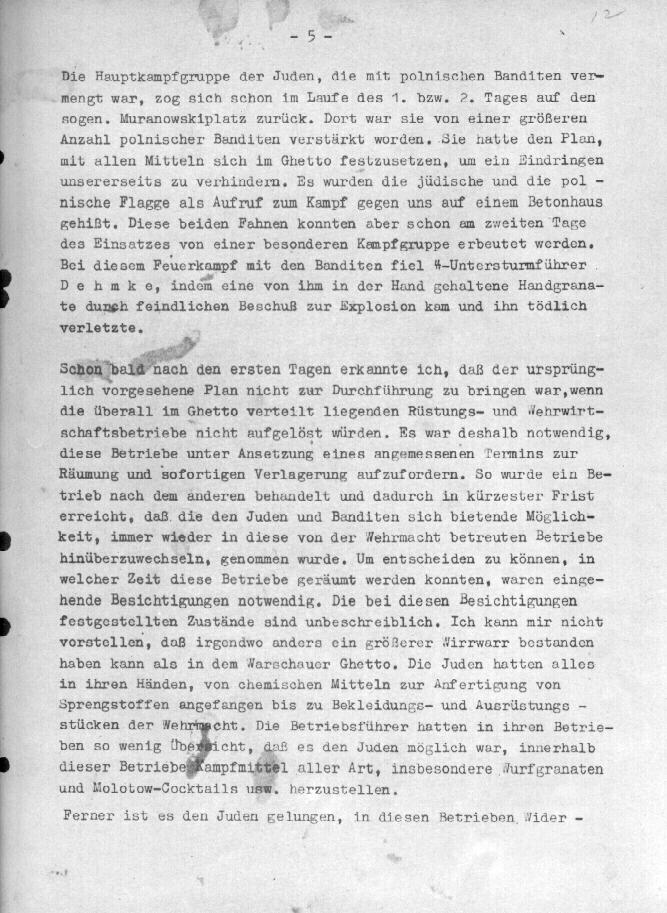
Quinta pagina del rapporto Stroop che descrive la battaglia di piazza Muranów.

### Descrizione della battaglia nel rapporto di Stroop
Le operazioni militari in piazza Muranowski vengono descritte anche nelle 75 pagine del rapporto di Jürgen Stroop, generale delle SS e polizia, il quale era comandante delle truppe tedesche che combattevano la rivolta degli ebrei. Secondo il rapporto: "Il gruppo principale degli ebrei, mescolato con i briganti polacchi, si è ritirato in piazza Muranowski già il primo oppure il secondo giorno della battaglia. In quel luogo il gruppo è stato riarmato da una squadra dei briganti polacchi abbastanza numerosa. La squadra ha deciso di fortificarsi in qualsiasi modo possibile per fermarci dal riprendere la penetrazione del terreno del ghetto. Sul tetto di un edificio di calcestruzzo hanno appeso due bandiere, una ebraica e una polacca, come il segno della chiamata alla lotta contro di noi. Queste bandiere, le abbiamo prese il secondo giorno dell’azione durante l’incursione di un gruppo speciale di battaglia. Negli scontri con i briganti è perito un SS Untersturmführer Demke" (Rapporto di Stroop, aprile del 1943).

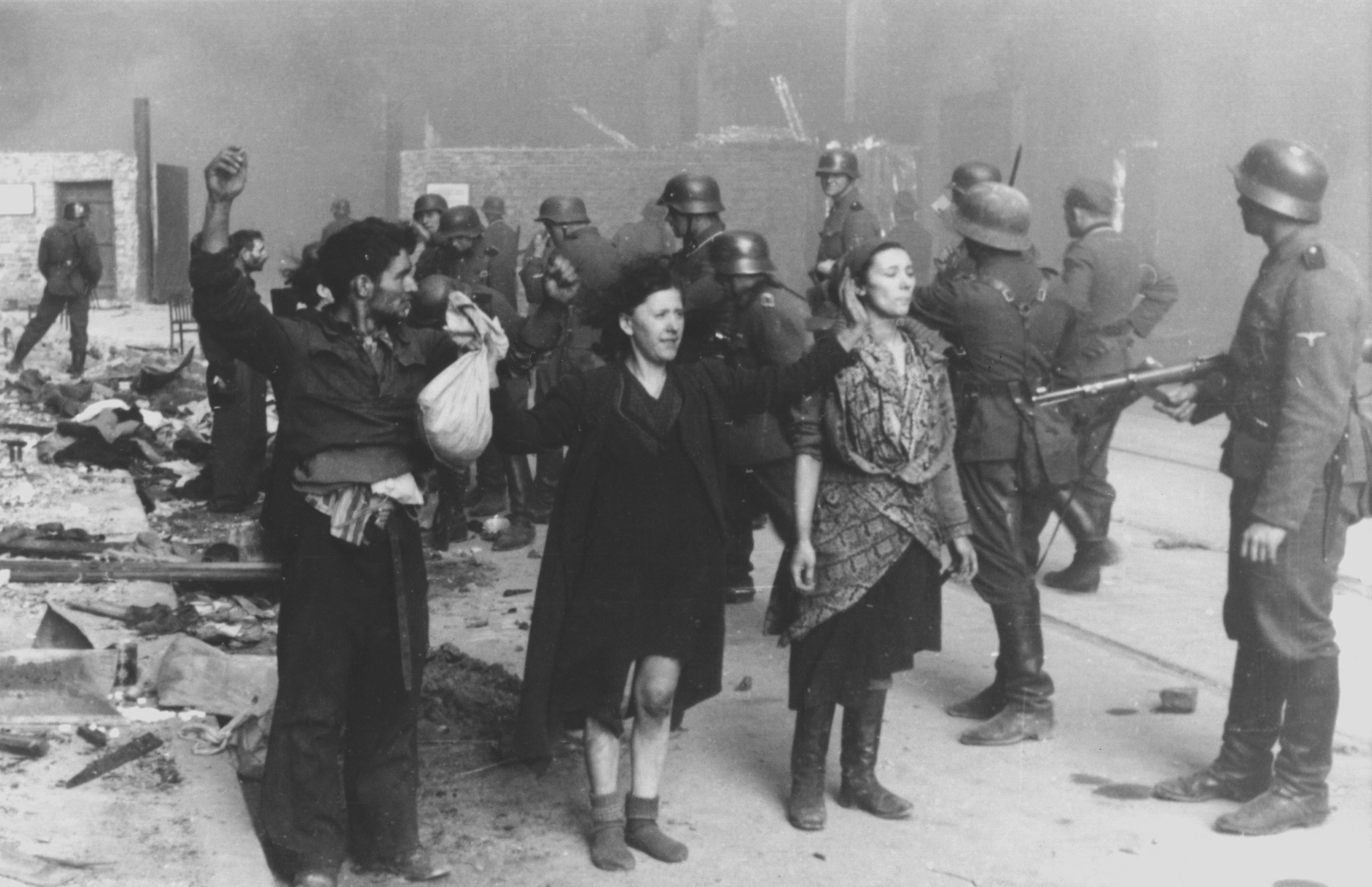
Fotografia del Rapporto di Stroop. Un iscritto originale tedesco: Questi briganti facevano resistenza armata.

Sotto la data del 27 aprile nel rapporto di Jürgen Stroop ci sono delle informazioni che possono, in parte, confermare la relazione di Żarski. Il generale nazista descrive le lotte contro i tanti insorti sistemati in Muranów, disposti negli edifici fuori dal ghetto, adiacenti alla sua parte nord-est. Stroop mandò in quel luogo i reparti guidati da Diehl, in base alla denuncia inviata al comando tedesco. I tedeschi scoprirono un gruppo di 120 persone «ben armate di pistole, fucili e mitragliatrici leggere» che facevano resistenza; nella battaglia «24 briganti sono stati uccisi, 52 – arrestati». Le lotte si prolungarono al giorno successivo. Come nota Stroop: «(…) abbiamo arrestato 17 polacchi, tra i quali c’erano due poliziotti polacchi che dovevano sapere dell’esistenza di quella banda. Nell’operazione abbiamo preso: 3 mitragliatrici, 12 pistole – alcune dal calibro più grosso, 100 granate polacche, 27 elmetti tedeschi, una quantità abbastanza grande di divise e pastrani tedeschi, munizione per mitragliatrici, 300 caricatori di munizione, ecc. Il nostro comandante del reparto d’assalto ha avuto un compito difficile perché molti briganti indossavano le divise tedesche; ciò nonostante ce l’ha fatta velocemente. In mezzo ai banditi catturati oppure uccisi c’erano dei terroristi polacchi che avevamo identificato senza dubbi. Oggi abbiamo fatto un successo a scoprire ed eliminare uno dei creatori e capi della organizzazione militare ebreo-polacca.».

## Commemorazione
La battaglia viene commemorata con una targa commemorativa MSI ("Sistema di informazione nella città di Varsavia") sull’edificio in via Muranowska 1.